# عاصفة رعدية (أوبرا)

ملصق إنتاج شنغهاي 2006

ليو (雷雨 "العاصفة الرعدية") انها أوبرا صينية انشئت على الطراز الغربي والتي صدرت في عام 2001 من تأليف الملحن مو فان الذي ولد في هانغتشو استنادًا إلى رواية العاصفة الرعدية للكاتب كاو يو . وتماشياً مع أجواء المسرحية، قدم مو فان ألحان الصالونات في شنغهاي في ثلاثينيات القرن العشرين إلى الأوبرا.
وتم تكليف شركة دار الأوبرا في شنغهاي بتأليف الأوبرا، والتي تم تقديما في حفل موسيقي في عام 2001 في زيها الرسمي المتكامل في عام 2006. وقد تم اختيار الأوبرا من قبل شركة شنغهاي من بين أربعة من إنتاجاتها ليتم تقديمها في الموسم 2008-2009 الافتتاحي لـ المركز الوطني للفنون المسرحية في ميدان السلام السماوي الشرقي.